# Commission de la Défense nationale et des Forces armées
Pour les articles homonymes, voir Commission de la Défense nationale.
Histoire
Cadre
Bureau
La commission de la Défense nationale et des Forces armées est l'une des huit commissions permanentes de l'Assemblée nationale française. Elle est actuellement présidée, au cours de la XVIIe législature de la Cinquième République, par Jean-Michel Jacques, député de la sixième circonscription du Morbihan.

## Organisation

### Compétences
La commission a compétence dans les domaines suivants :
- Organisation générale de la Défense ;
- Politique de coopération et d’assistance dans le domaine militaire ;
- Plans à long terme des armées ;
- Industries aéronautique, spatiale et d’armement ;
- Établissements militaires et arsenaux ;
- Domaine militaire ;
- Service national et lois sur le recrutement ;
- Personnels civils et militaires des armées ;
- Gendarmerie et justice militaire.

## Liste des présidents sous laVeRépublique
| Président             | Groupe | Groupe  | Dates du mandat  | Dates du mandat | Législature |
| --------------------- | ------ | ------- | ---------------- | --------------- | ----------- |
| François Valentin     |        | IPAS    | 29 janvier 1959  | 10 octobre 1961 | Ire         |
| Henry Bergasse        |        | IPAS    | 11 octobre 1961  | 9 octobre 1962  | Ire         |
| André Moynet          |        | RI      | 12 décembre 1962 | 2 avril 1967    | IIe         |
| Joël Le Theule        |        | UD-Ve   | 6 avril 1967     | 30 mai 1968     | IIIe        |
| Alexandre Sanguinetti |        | UDR     | 16 juillet 1968  | 1er avril 1973  | IVe         |
| Albert Voilquin       |        | RI      | 5 avril 1973     | 3 avril 1976    | Ve          |
| Raymond Dronne        |        | RDCS    | 6 avril 1976     | 2 avril 1978    | Ve          |
| Marcel Bigeard        |        | UDF     | 6 avril 1978     | 22 mai 1981     | VIe         |
| Louis Darinot         |        | SOC     | 7 juillet 1981   | 1er avril 1986  | VIIe        |
| François Fillon       |        | RPR     | 8 avril 1986     | 14 mai 1988     | VIIIe       |
| Jean-Michel Boucheron |        | SOC     | 28 juin 1988     | 1er avril 1993  | IXe         |
| Jacques Boyon         |        | RPR     | 8 avril 1993     | 21 avril 1997   | Xe          |
| Paul Quilès           |        | SOC     | 17 juin 1997     | 18 juin 2002    | XIe         |
| Guy Teissier          |        | UMP     | 27 juin 2002     | 19 juin 2007    | XIIe        |
| Guy Teissier          |        | UMP     | 28 juin 2007     | 19 juin 2012    | XIIIe       |
| Patricia Adam         |        | SRC/SER | 28 juin 2012     | 20 juin 2017    | XIVe        |
| Jean-Jacques Bridey   |        | LREM    | 29 juin 2017     | 24 juillet 2019 | XVe         |
| Françoise Dumas       |        | LREM    | 19 octobre 2019  | 21 juin 2022    | XVe         |
| Thomas Gassilloud     |        | RE      | 30 juin 2022     | 9 juin 2024     | XVIe        |
| Jean-Michel Jacques   |        | EPR     | 20 juillet 2024  |                 | XVIIe       |

### Composition du bureau

#### XIIIelégislature
Lors de la XIIIe législature, la commission est présidée par Guy Teissier et a pour vice-présidents Patricia Adam, Philippe Folliot, Philippe Vitel et Michel Voisin.
| Poste           | Titulaire | Titulaire              | Groupe | Circonscription       |
| --------------- | --------- | ---------------------- | ------ | --------------------- |
| Président       |           | Guy Teissier           | UMP    | Bouches-du-Rhône (6e) |
| Vice-présidents |           | Patricia Adam          | SRC    | Finistère (2e)        |
| Vice-présidents |           | Philippe Folliot       | NC     | Tarn (3e)             |
| Vice-présidents |           | Philippe Vitel         | UMP    | Var (2e)              |
| Vice-présidents |           | Michel Voisin          | UMP    | Ain (4e)              |
| Secrétaires     |           | Jean-Jacques Candelier | GDR    | Nord (16e)            |
| Secrétaires     |           | Bernard Cazeneuve      | SRC    | Manche (5e)           |
| Secrétaires     |           | Christophe Guilloteau  | UMP    | Rhône (10e)           |
| Secrétaires     |           | Christian Ménard       | UMP    | Finistère (6e)        |

#### XIVelégislature
Du 28 juin 2012 au 20 juin 2017, sous la XIVe législature, la commission est présidée par Patricia Adam (PS) et son bureau est composé ainsi :
| Poste           | Titulaire | Titulaire              | Groupe | Circonscription           |
| --------------- | --------- | ---------------------- | ------ | ------------------------- |
| Présidente      |           | Patricia Adam          | SRC    | Finistère (2e)            |
| Vice-présidents |           | Nicolas Bays           | SRC    | Pas-de-Calais (12e)       |
| Vice-présidents |           | Jean-Jacques Candelier | GDR    | Nord (16e)                |
| Vice-présidents |           | Philippe Nauche        | SRC    | Corrèze (2e)              |
| Vice-présidents |           | Philippe Vitel         | UMP    | Var (2e)                  |
| Secrétaires     |           | Nathalie Chabanne      | SRC    | Pyrénées-Atlantiques (2e) |
| Secrétaires     |           | Philippe Folliot       | UDI    | Tarn (1re)                |
| Secrétaires     |           | Philippe Meunier       | UMP    | Rhône (13e)               |
| Secrétaires     |           | Gwendal Rouillard      | SRC    | Morbihan (5e)             |

#### XVelégislature
| Poste           | Titulaire | Titulaire                 | Groupe | Circonscription   |
| --------------- | --------- | ------------------------- | ------ | ----------------- |
| Président       |           | Jean-Jacques Bridey       | REM    | Val-de-Marne (7e) |
| Vice-présidents |           | Charles de La Verpillière | LR     | Ain (2e)          |
| Vice-présidents |           | Françoise Dumas           | REM    | Gard (1re)        |
| Vice-présidents |           | Jean-Michel Jacques       | REM    | Morbihan (6e)     |
| Vice-présidents |           | Joaquim Pueyo             | NG     | Orne (1re)        |
| Secrétaires     |           | Manuéla Kéclard-Mondésir  | GDR    | Martinique (2e)   |
| Secrétaires     |           | Jean-Pierre Cubertafon    | MoDem  | Dordogne (3e)     |
| Secrétaires     |           | Marianne Dubois           | LR     | Loiret (5e)       |
| Secrétaires     |           | Natalia Pouzyreff         | REM    | Yvelines (6e)     |

À partir du 24 juillet 2019, le bureau est composé comme suit.
| Poste           | Titulaire | Titulaire                 | Groupe | Circonscription  |
| --------------- | --------- | ------------------------- | ------ | ---------------- |
| Présidente      |           | Françoise Dumas           | REM    | Gard (1re)       |
| Vice-présidents |           | Charles de La Verpillière | LR     | Ain (2e)         |
| Vice-présidents |           | Jean-Michel Jacques       | REM    | Morbihan (6e)    |
| Vice-présidents |           | Patricia Mirallès         | REM    | Hérault (1re)    |
| Vice-présidents |           | Joaquim Pueyo             | NG     | Orne (1re)       |
| Secrétaires     |           | Manuéla Kéclard-Mondésir  | GDR    | Martinique (2e)  |
| Secrétaires     |           | Jean-Pierre Cubertafon    | MoDem  | Dordogne (3e)    |
| Secrétaires     |           | Marianne Dubois           | LR     | Loiret (5e)      |
| Secrétaires     |           | Jean-Marie Fiévet         | REM    | Deux-Sèvres (3e) |

#### XVIelégislature
| Poste           | Titulaire | Titulaire              | Groupe | Circonscription                       |
| --------------- | --------- | ---------------------- | ------ | ------------------------------------- |
| Président       |           | Thomas Gassilloud      | RE     | Rhône (10e)                           |
| Vice-présidents |           | Geneviève Darrieussecq | DEM    | Landes (1re)                          |
| Vice-présidents |           | Loïc Kervran           | HOR    | Cher (3e)                             |
| Vice-présidents |           | Isabelle Santiago      | SOC    | Val-de-Marne (9e)                     |
| Vice-présidents |           | Jean-Louis Thiériot    | LR     | Seine-et-Marne (3e)                   |
| Secrétaires     |           | Jean-Marie Fiévet      | RE     | Deux-Sèvres (2e)                      |
| Secrétaires     |           | Anne Genetet           | RE     | Français établis hors de France (11e) |
| Secrétaires     |           | Frank Giletti          | RN     | Var (6e)                              |
| Secrétaires     |           | Aurélien Saintoul      | LFI    | Hauts-de-Seine (11e)                  |

#### XVIIelégislature
| Poste           | Titulaire | Titulaire              | Groupe | Circonscription      |
| --------------- | --------- | ---------------------- | ------ | -------------------- |
| Président       |           | Jean-Michel Jacques    | EPR    | Morbihan (6e)        |
| Vice-présidents |           | Geneviève Darrieussecq | DEM    | Landes (1re)         |
| Vice-présidents |           | Frank Giletti          | RN     | Var (6e)             |
| Vice-présidents |           | Loïc Kervran           | HOR    | Cher (3e)            |
| Vice-présidents |           | Jean-Louis Thiériot    | DR     | Seine-et-Marne (3e)  |
| Secrétaires     |           | Valérie Bazin-Malgras  | DR     | Aube (2e)            |
| Secrétaires     |           | Bernard Chaix          | AD!    | Alpes-Maritimes (3e) |
| Secrétaires     |           | Natalia Pouzyreff      | EPR    | Yvelines (6e)        |
| Secrétaires     |           | Marie Récalde          | SOC    | Gironde (6e)         |